# Pacskó Dóra
Pacskó Dóra (névváltozata: Pacskó Dorka; Pécs, ? szeptember 23. –) magyar színésznő, musicalénekes, szubrett.

## Életpályája
Pályáját gyerekként a Pécsi Nemzeti Színházban kezdte, ahol szerepelt a Cirkuszhercegnő és a Valahol Európában című darabokban. Érettségi után a Madách Musical Tánc- és Zeneművészeti Iskola színházi táncos képzésén tanult, majd elvégezte a Pesti Broadway Stúdió zenés-színész szakát is. 2023-ig szerepelt a Budapesti Operettszínház előadásaiban. Játszik a Madách Színházban is, és az ország számos operett társulatában.

## Színházi szerepei

### Budapesti Operettszínház
- Lady Budapest – Juliska
- Abigél – Kis Mari[5]
- Hegedűs a háztetőn – Háva
- Oszi-boszi – Álruhás Királylány
- Rozsda Lovag és Fránya Frida – Szélvész Várkisasszony

### Madách Színház
- Az operaház fantomja (2023) – Meg Giry[6]
- Macskák (2022) – Victoria
- Mamma Mia! – Lisa

### PS Produkció
- Vámpírok bálja – Sarah

### Újszínház
- Fatia Negra – Mariora

### RAMArt
- Apostol musical avagy nem tudok élni nélküled (2023) – Kitti, fiatal portáslány[7]
- Misi mókus (2023) – Misi anyukája, Gyurrri 2., Pufi
- Lévi Story! - Maila (2023)

### Rátonyi Róbert Színház
- Csárdáskirálynő - Stázi (2023)
- Frakk a macskák réme - Micike (2023)
- Pom Pom - Órarugógerincű felpattanó (2024)
- A Nagymama - Piroska (2025)

### Magyar Zenés Színház
- A víg özvegy - Olga (2024)
- Kukac Kata kalandjai - Kukac Kata (2025)

### Moravetz Produkció
- Sárkányszív (2022)

Pécsi Nemzeti Színház
Valahol Európában - Pötyi 

### Pesti Broadway Alapítvány
- A Királylány és a Huszár (Erdei kalamajka) - Királylány (2023)